# Hardangerviool
Een Hardangerviool of Hardangervedel (Noors: Hardingfele) is een Noorse viool met behalve de vier melodiesnaren nog vier of meer resonantiesnaren die het instrument extra galm meegeven. De kam is vlakker dan op een gewone viool. Het instrument is meestal uitbundig versierd.
De naam komt van de streek in Noorwegen waar de viool vandaan komt, Hardanger.
Isak Nilssen Botnen (1669-1759) wordt gezien als de "vader" (of constructeur) van de moderne Hardangerviool. Hij werd geboren op de boerderij Skaar te Hardanger (provincie Hordaland). Zijn violen kenden een variërend aantal resonantiesnaren, meestal twee maar ook wel meer, tot maximaal zes. Ongeveer vijftien door hem gemaakte violen bestaan nog.
Zijn zoon, Trond Isaksen Botnen (Flatabø) maakte ongeveer duizend violen, waarvan er dertig à veertig bewaard zijn gebleven. Hij bouwde de oudste bewaarde, in Noorwegen gebouwde viool. Onderzoek heeft deze het bouwjaar 1764 gegeven en die is te zien in het Hardanger Folkemuseum in Utne.
Er bestaat een nog oudere Hardangerviool. Deze werd in 1651 gemaakt door Ole Jonsen Jaastad (1621-1694) van Ullensvang.